# 深河乡 (秦皇岛市)
深河乡，曾是中华人民共和国河北省秦皇岛市抚宁区下辖的一个乡镇级行政单位。2020年12月31日，深河乡并入榆关镇。

## 行政区划
深河乡下辖以下地区：
小炮上村、边家沟村、大炮上村、北坊子村、东旭庄村、永宁寨村、上不老村、东桐叶村、西桐叶村、马家庄村、北庄河村、朱家峪村和马驿沟村。